# Tetrastichium fontanum
Tetrastichium fontanum är en bladmossart som beskrevs av Jules Cardot 1908. Tetrastichium fontanum ingår i släktet Tetrastichium och familjen Hookeriaceae. Inga underarter finns listade i Catalogue of Life.